# ويليام بورتون (سياسي)
ويليام بورتون (بالإنجليزية: William Burton) هو سياسي أمريكي، ولد في 16 أكتوبر 1789 في مقاطعة سوسكس في الولايات المتحدة، وتوفي في 5 أغسطس 1866 في ميلفورد في الولايات المتحدة. حزبياً، نشط في الحزب الديمقراطي. وقد انتخب حاكم ولاية ديلاوير ‏ (18 يناير 1859 – 20 يناير 1863).